# Larissa Vereza
Larissa de Oliveira Vereza (Rio de Janeiro (cidade), 14 de outubro de 1986) é uma atriz brasileira.

## Biografia
Filha do ator Carlos Vereza e da artista plástica Delma Godoy, Larissa começou a carreira aos 5 anos em um grupo de teatro amador. Formada em Artes Cênicas pela Faculdade Estácio de Sá e Interpretação pela Artcênicas. No exterior, já estudou na conceituada New York Film Academy, em Los Angeles, nos Estados Unidos.
Dona da produtora Pipoca Produções, junto com seu marido, o ator e diretor Emiliano Ruschel. Larissa já produziu e dirigiu os curtas Noite de Cinzas (de sua autoria) e Contramão, de autoria de seu marido, e o recital Meu fatal lado esquerdo, que virou peça e foi para os palcos ao lado do pai, onde canta e atua com ele formando um dueto especial no palco. Ela também entrou para o elenco do longa O Príncipe da Caixa de Sapatos, que será rodado no segundo semestre de 2012. 
Larissa também sempre esteve envolvida com a música. Em sua adolescência fez parte da formação original da banda feminina Staples tocando bateria e também toca violão e violino.

## Carreira
Televisão
- 2021 - Um Lugar ao Sol - Soraya[3]
- 2012 - Amor Eterno Amor - Kátia [4] [5] [6]
- 2009 - Paraíso - Matilde [7] [8]
- 2008 - Os Mutantes: Caminhos do Coração - Antônia
- 2006 - Sinhá Moça - Eláida
- 2004 - Um Só Coração - Antonieta

Cinema
Longas-metragens
- 2010 - Chico Xavier (filme) - Lúcia
- 2009 - Um Homem Qualquer - Atriz
- 2008 - Bezerra de Menezes: O Diário de um Espírito - Maria

Curtas-metragens
- 2010 - Contramão - Amanda
- 2010 - Film Festival Ribeirão Pires - Deb
- 2010 - Noite de Cristais - Laura
- 2007 - Noite de Cinzas - Alice

Outros Trabalhos
- Audiolivro "O livro dos Espíritos" em CD-MP3 com seu pai Carlos Vereza